# Dirka po Španiji 2022
Dirka po Španiji 2022 (špansko Vuelta a España 2022) je 77. izvedba dirke po Španiji, tritedenske moške cestne kolesarske etapne dirke. Začela se je 19. avgusta v Utrechtu in končala 11. septembra v Madridu. Sodelovalo je 183 kolesarjev iz 23-ih ekip. Rdečo majico je prvič osvojil Remco Evenepoel (Quick-Step Alpha Vinyl Team), drugo mesto Enric Mas (Movistar Team), tretje pa Juan Ayuso (UAE Team Emirates). Zeleno majico je osvojil Mads Pedersen (Trek–Segafredo), pikčasto majico je osvojil Richard Carapaz (Ineos Grenadiers), belo majico pa Evenepoel.

## Ekipe
UCI WorldTeams
- AG2R Citroën Team
- Astana Qazaqstan Team
- Bora–Hansgrohe
- Cofidis
- EF Education–EasyPost
- Groupama–FDJ
- Ineos Grenadiers
- Intermarché–Wanty–Gobert Matériaux
- Israel–Premier Tech
- Lotto–Soudal
- Movistar Team
- Quick-Step Alpha Vinyl Team
- Team Bahrain Victorious
- Team BikeExchange–Jayco
- Team DSM
- Team Jumbo–Visma
- Trek–Segafredo
- UAE Team Emirates

UCI ProTeams
- Alpecin–Deceuninck
- Arkéa–Samsic
- Burgos BH
- Equipo Kern Pharma
- Euskaltel–Euskadi

## Etape
| Etapa  | Datum         | Štart/Cilj                                               | Razdalja    | Tip         | Tip                    | Zmagovalec                  | Sklic       |
| ------ | ------------- | -------------------------------------------------------- | ----------- | ----------- | ---------------------- | --------------------------- | ----------- |
| 1      | 19. avgust    | Utrecht (Nizozemska) — Utrecht (Nizozemska)              | 23,2 km     |             | ekipni kronometer      | Team Jumbo–Visma            | [ 3 ]       |
| 2      | 20. avgust    | 's-Hertogenbosch (Nizozemska) — Utrecht (Nizozemska)     | 175,1 km    |             | ravninska etapa        | Sam Bennett (IRL)           | [ 4 ]       |
| 3      | 21. avgust    | Breda (Nizozemska) — Breda, NizozemskaBreda (Nizozemska) | 193,2 km    |             | ravninska etapa        | Sam Bennett (IRL)           | [ 5 ]       |
|        | 22. avgust    | transfer                                                 | transfer    | transfer    | transfer               | transfer                    | transfer    |
| 4      | 23. avgust    | Vitoria-Gasteiz — Laguardia                              | 153,5 km    |             | hribovito-gorska etapa | Primož Roglič (SLO)         | [ 6 ]       |
| 5      | 24. avgust    | Irun — Bilbao                                            | 187 km      |             | hribovito-gorska etapa | Marc Soler (ESP)            | [ 7 ]       |
| 6      | 25. avgust    | Bilbao — Pico Jano (San Miguel de Aguayo)                | 180 km      |             | gorska etapa           | Jay Vine (AUS)              | [ 8 ]       |
| 7      | 26. avgust    | Camargo — Cistierna                                      | 190,1 km    |             | hribovito-gorska etapa | Jesús Herrada (ESP)         | [ 9 ]       |
| 8      | 27. avgust    | La Pola Llaviana — Colláu Fancuaya                       | 154,5 km    |             | gorska etapa           | Jay Vine (AUS)              | [ 10 ]      |
| 9      | 28. avgust    | Villaviciosa — Les Praeres                               | 175,5 km    |             | gorska etapa           | Louis Meintjes (RSA)        | [ 11 ]      |
|        | 29. avgust    | Elche                                                    | dan počitka | dan počitka | dan počitka            | dan počitka                 | dan počitka |
| 10     | 30. avgust    | Elche — Alicante                                         | 31,1 km     |             | posamični kronometer   | Remco Evenepoel (BEL)       | [ 12 ]      |
| 11     | 31. avgust    | ElPozo Alimentación — Cabo de Gata                       | 193 km      |             | ravninska etapa        | Kaden Groves (AUS)          | [ 13 ]      |
| 12     | 1. september  | Salobreña — Peñas Blancas                                | 195,5 km    |             | hribovito-gorska etapa | Richard Carapaz (ECU)       | [ 14 ]      |
| 13     | 2. september  | Ronda — Montilla                                         | 171 km      |             | ravninska etapa        | Mads Pedersen (DEN)         | [ 15 ]      |
| 14     | 3. september  | Montoro — Sierra de La Pandera                           | 160,3 km    |             | gorska etapa           | Richard Carapaz (ECU)       | [ 16 ]      |
| 15     | 4. september  | Martos — Sierra Nevada                                   | 148,1 km    |             | gorska etapa           | Thymen Arensman (NED)       | [ 17 ]      |
|        | 5. september  | Sanlúcar de Barrameda                                    | dan počitka | dan počitka | dan počitka            | dan počitka                 | dan počitka |
| 16     | 6. september  | Sanlúcar de Barrameda — Tomares                          | 188,9 km    |             | ravninska etapa        | Mads Pedersen (DEN)         | [ 18 ]      |
| 17     | 7. september  | Aracena — Monasterio de Tentudía                         | 160 km      |             | hribovito-gorska etapa | Rigoberto Urán (COL)        | [ 19 ]      |
| 18     | 8. september  | Trujillo — Alto del Piornal                              | 191,7 km    |             | gorska etapa           | Remco Evenepoel (BEL)       | [ 20 ]      |
| 19     | 9. september  | Talavera de la Reina — Talavera de la Reina              | 132,7 km    |             | hribovito-gorska etapa | Mads Pedersen (DEN)         | [ 21 ]      |
| 20     | 10. september | Moralzarzal — Puerto de Navacerrada                      | 175,5 km    |             | gorska etapa           | Richard Carapaz (ECU)       |             |
| 21     | 11. september | Las Rozas — Madrid                                       | 100,5 km    |             | ravninska etapa        | Juan Sebastián Molano (COL) |             |
| Skupaj | Skupaj        | Skupaj                                                   | 3280,5 km   | 3280,5 km   | 3280,5 km              | 3280,5 km                   | 3280,5 km   |

## Razvrstitev po klasifikacijah
| Etapa  | Zmagovalec            | Rdeča majica ·  | Zelena majica · | Pikčasta majica ·   | Bela majica ·   | Ekipno ·                | Borbenost ·          |
| ------ | --------------------- | --------------- | --------------- | ------------------- | --------------- | ----------------------- | -------------------- |
| 1      | Team Jumbo–Visma      | Robert Gesink   | Primož Roglič   | Chris Harper        | Ethan Hayter    | Team Jumbo–Visma        | brez                 |
| 2      | Sam Bennett           | Mike Teunissen  | Sam Bennett     | Julius van den Berg | Ethan Hayter    | Team Jumbo–Visma        | Jetse Bol            |
| 3      | Sam Bennett           | Edoardo Affini  | Sam Bennett     | Julius van den Berg | Ethan Hayter    | Team Jumbo–Visma        | Pau Miquel           |
| 4      | Primož Roglič         | Primož Roglič   | Sam Bennett     | Joan Bou            | Ethan Hayter    | Ineos Grenadiers        | Alessandro De Marchi |
| 5      | Marc Soler            | Rudy Molard     | Sam Bennett     | Victor Langellotti  | Fred Wright     | Groupama–FDJ            | Marc Soler           |
| 6      | Jay Vine              | Remco Evenepoel | Sam Bennett     | Victor Langellotti  | Remco Evenepoel | UAE Team Emirates       | Mark Padun           |
| 7      | Jesús Herrada         | Remco Evenepoel | Sam Bennett     | Victor Langellotti  | Remco Evenepoel | Team Bahrain Victorious | Jesús Herrada        |
| 8      | Jay Vine              | Remco Evenepoel | Mads Pedersen   | Jay Vine            | Remco Evenepoel | UAE Team Emirates       | Mikel Landa          |
| 9      | Louis Meintjes        | Remco Evenepoel | Mads Pedersen   | Jay Vine            | Remco Evenepoel | UAE Team Emirates       | José Manuel Díaz     |
| 10     | Remco Evenepoel       | Remco Evenepoel | Mads Pedersen   | Jay Vine            | Remco Evenepoel | Ineos Grenadiers        | brez                 |
| 11     | Kaden Groves          | Remco Evenepoel | Mads Pedersen   | Jay Vine            | Remco Evenepoel | Ineos Grenadiers        | Jetse Bol            |
| 12     | Richard Carapaz       | Remco Evenepoel | Mads Pedersen   | Jay Vine            | Remco Evenepoel | UAE Team Emirates       | Samuele Battistella  |
| 13     | Mads Pedersen         | Remco Evenepoel | Mads Pedersen   | Jay Vine            | Remco Evenepoel | UAE Team Emirates       | Joan Bou             |
| 14     | Richard Carapaz       | Remco Evenepoel | Mads Pedersen   | Jay Vine            | Remco Evenepoel | UAE Team Emirates       | Luis León Sánchez    |
| 15     | Thymen Arensman       | Remco Evenepoel | Mads Pedersen   | Jay Vine            | Remco Evenepoel | UAE Team Emirates       | Lawson Craddock      |
| 16     | Mads Pedersen         | Remco Evenepoel | Mads Pedersen   | Jay Vine            | Remco Evenepoel | UAE Team Emirates       | Luis Ángel Maté      |
| 17     | Rigoberto Urán        | Remco Evenepoel | Mads Pedersen   | Jay Vine            | Remco Evenepoel | UAE Team Emirates       | Lawson Craddock      |
| 18     | Remco Evenepoel       | Remco Evenepoel | Mads Pedersen   | Richard Carapaz     | Remco Evenepoel | UAE Team Emirates       | Robert Gesink        |
| 19     | Mads Pedersen         | Remco Evenepoel | Mads Pedersen   | Richard Carapaz     | Remco Evenepoel | UAE Team Emirates       | Ander Okamika        |
| 20     | Richard Carapaz       | Remco Evenepoel | Mads Pedersen   | Richard Carapaz     | Remco Evenepoel | UAE Team Emirates       | Alejandro Valverde   |
| 21     | Juan Sebastián Molano | Remco Evenepoel | Mads Pedersen   | Richard Carapaz     | Remco Evenepoel | UAE Team Emirates       | brez                 |
| Skupaj | Skupaj                | Remco Evenepoel | Mads Pedersen   | Richard Carapaz     | Remco Evenepoel | UAE Team Emirates       | Marc Soler           |

## Končna razvrstitev
| Legenda | Legenda                                    | Legenda | Legenda                                   |
| ------- | ------------------------------------------ | ------- | ----------------------------------------- |
|         | Predstavlja vodilnega v skupnem seštevku   |         | Predstavlja najboljšega mladega kolesarja |
|         | Predstavlja vodilnega po točkah            |         | Predstavlja vodilne v ekipnem seštevku    |
|         | Predstavlja vodilnega v gorski razvrstitvi |         | Predstavlja najbolj borbenega kolesarja   |

### Rdeča majica
| Poz. | Kolesar                  | Ekipa                       | Čas         |
| ---- | ------------------------ | --------------------------- | ----------- |
| 1    | Remco Evenepoel (BEL)    | Quick-Step Alpha Vinyl Team | 80h 26' 59" |
| 2    | Enric Mas (ESP)          | Movistar Team               | + 2' 02"    |
| 3    | Juan Ayuso (ESP)         | UAE Team Emirates           | + 4' 57"    |
| 4    | Miguel Ángel López (COL) | Astana Qazaqstan Team       | + 5' 56"    |
| 5    | João Almeida (POR)       | UAE Team Emirates           | + 7' 24"    |
| 6    | Thymen Arensman (NED)    | Team DSM                    | + 7' 45"    |
| 7    | Carlos Rodríguez (ESP)   | Ineos Grenadiers            | + 7' 57"    |
| 8    | Ben O'Connor (AUS)       | AG2R Citroën Team           | + 10' 30"   |
| 9    | Rigoberto Urán (COL)     | EF Education–EasyPost       | + 11' 04"   |
| 10   | Jai Hindley (AUS)        | Bora–Hansgrohe              | + 12' 01"   |

| Skupna razvrstitev kolesarjev (11–134) | Skupna razvrstitev kolesarjev (11–134) | Skupna razvrstitev kolesarjev (11–134) | Skupna razvrstitev kolesarjev (11–134) |
| Poz.                                   | Kolesar                                | Ekipa                                  | Čas                                    |
| -------------------------------------- | -------------------------------------- | -------------------------------------- | -------------------------------------- |
| 11                                     | Louis Meintjes (RSA)                   | Intermarché–Wanty–Gobert Matériaux     | + 15' 41"                              |
| 12                                     | Jan Polanc (SLO)                       | UAE Team Emirates                      | + 21' 39"                              |
| 13                                     | Alejandro Valverde (ESP)               | Movistar Team                          | + 25' 39"                              |
| 14                                     | Richard Carapaz (ECU)                  | Ineos Grenadiers                       | + 29' 19"                              |
| 15                                     | Mikel Landa (ESP)                      | Team Bahrain Victorious                | + 44' 13"                              |
| 16                                     | Luis León Sánchez (ESP)                | Team Bahrain Victorious                | + 45' 49"                              |
| 17                                     | Thibaut Pinot (FRA)                    | Groupama–FDJ                           | + 46' 20"                              |
| 18                                     | Wilco Kelderman (NED)                  | Bora–Hansgrohe                         | + 48' 37"                              |
| 19                                     | Tao Geoghegan Hart (GBR)               | Ineos Grenadiers                       | + 49' 11"                              |
| 20                                     | Gino Mäder (SUI)                       | Team Bahrain Victorious                | + 52' 25"                              |
| 21                                     | David de la Cruz (ESP)                 | Astana Qazaqstan Team                  | + 1h 00' 15"                           |
| 22                                     | Óscar Cabedo (ESP)                     | Burgos BH                              | + 1h 00' 54"                           |
| 23                                     | Sergio Higuita (COL)                   | Bora–Hansgrohe                         | + 1h 01' 23"                           |
| 24                                     | Sébastien Reichenbach (SUI)            | Groupama–FDJ                           | + 1h 01' 39"                           |
| 25                                     | Hugh Carthy (GBR)                      | EF Education–EasyPost                  | + 1h 04' 31"                           |
| 26                                     | José Félix Parra (ESP)                 | Equipo Kern Pharma                     | + 1h 05' 02"                           |
| 27                                     | Marc Soler (ESP)                       | UAE Team Emirates                      | + 1h 17' 08"                           |
| 28                                     | Mikel Bizkarra (ESP)                   | Euskaltel–Euskadi                      | + 1h 20' 34"                           |
| 29                                     | Jan Bakelants (BEL)                    | Intermarché–Wanty–Gobert Matériaux     | + 1h 21' 33"                           |
| 30                                     | Sam Oomen (NED)                        | Team Jumbo–Visma                       | + 1h 22' 43"                           |
| 31                                     | Rudy Molard (FRA)                      | Groupama–FDJ                           | + 1h 23' 20"                           |
| 32                                     | Clément Champoussin (FRA)              | AG2R Citroën Team                      | + 1h 24' 39"                           |
| 33                                     | Chris Harper (AUS)                     | Team Jumbo–Visma                       | + 1h 25' 40"                           |
| 34                                     | Carl Fredrik Hagen (NOR)               | Israel–Premier Tech                    | + 1h 26' 35"                           |
| 35                                     | Carlos Verona (ESP)                    | Movistar Team                          | + 1h 28' 33"                           |
| 36                                     | Edoardo Zambanini (ITA)                | Team Bahrain Victorious                | + 1h 31' 40"                           |
| 37                                     | Nelson Oliveira (POR)                  | Movistar Team                          | + 1h 31' 42"                           |
| 38                                     | Vadim Pronski (KAZ)                    | Astana Qazaqstan Team                  | + 1h 35' 03"                           |
| 39                                     | Xandro Meurisse (BEL)                  | Alpecin–Deceuninck                     | + 1h 42' 47"                           |
| 40                                     | Ilan Van Wilder (BEL)                  | Quick-Step Alpha Vinyl Team            | + 1h 45' 24"                           |
| 41                                     | Robert Gesink (NED)                    | Team Jumbo–Visma                       | + 1h 47' 49"                           |
| 42                                     | Élie Gesbert (FRA)                     | Arkéa–Samsic                           | + 1h 55' 17"                           |
| 43                                     | José Manuel Díaz (ESP)                 | Burgos BH                              | + 1h 55' 36"                           |
| 44                                     | Daniel Navarro (ESP)                   | Burgos BH                              | + 2h 04' 57"                           |
| 45                                     | Vincenzo Nibali (ITA)                  | Astana Qazaqstan Team                  | + 2h 05' 45"                           |
| 46                                     | Mark Padun (UKR)                       | EF Education–EasyPost                  | + 2h 14' 34"                           |
| 47                                     | Raúl García Pierna (ESP)               | Equipo Kern Pharma                     | + 2h 15' 48"                           |
| 48                                     | José Joaquín Rojas (ESP)               | Movistar Team                          | + 2h 17' 50"                           |
| 49                                     | Dylan van Baarle (NED)                 | Ineos Grenadiers                       | + 2h 18' 25"                           |
| 50                                     | Gregor Mühlberger (AUT)                | Movistar Team                          | + 2h 25' 08"                           |
| 51                                     | Bob Jungels (LUX)                      | AG2R Citroën Team                      | + 2h 30' 17"                           |
| 52                                     | Rohan Dennis (AUS)                     | Team Jumbo–Visma                       | + 2h 30' 38"                           |
| 53                                     | Davide Villella (ITA)                  | Cofidis                                | + 2h 31' 31"                           |
| 54                                     | Matteo Fabbro (ITA)                    | Bora–Hansgrohe                         | + 2h 32' 05"                           |
| 55                                     | Lawson Craddock (USA)                  | Team BikeExchange–Jayco                | + 2h 32' 14"                           |
| 56                                     | Jesús Herrada (ESP)                    | Cofidis                                | + 2h 35' 06"                           |
| 57                                     | Fausto Masnada (ITA)                   | Quick-Step Alpha Vinyl Team            | + 2h 38' 11"                           |
| 58                                     | Louis Vervaeke (BEL)                   | Quick-Step Alpha Vinyl Team            | + 2h 38' 29"                           |
| 59                                     | Rubén Fernández (ESP)                  | Cofidis                                | + 2h 39' 15"                           |
| 60                                     | Simon Guglielmi (FRA)                  | Arkéa–Samsic                           | + 2h 40' 00"                           |
| 61                                     | Nans Peters (FRA)                      | AG2R Citroën Team                      | + 2h 43' 45"                           |
| 62                                     | Luis Ángel Maté (ESP)                  | Euskaltel–Euskadi                      | + 2h 44' 52"                           |
| 63                                     | Omer Goldstein (ISR)                   | Israel–Premier Tech                    | + 2h 51' 38"                           |
| 64                                     | Kenny Elissonde (FRA)                  | Trek–Segafredo                         | + 3h 00' 24"                           |
| 65                                     | Harold Tejada (COL)                    | Astana Qazaqstan Team                  | + 3h 10' 54"                           |
| 66                                     | Urko Berrade (ESP)                     | Equipo Kern Pharma                     | + 3h 06' 38"                           |
| 67                                     | Fred Wright (GBR)                      | Team Bahrain Victorious                | + 3h 07' 51"                           |
| 68                                     | Jesús Ezquerra (ESP)                   | Burgos BH                              | + 3h 09' 07"                           |
| 69                                     | Jonathan Caicedo (ECU)                 | EF Education–EasyPost                  | + 3h 10' 33"                           |
| 70                                     | Brandon McNulty (USA)                  | UAE Team Emirates                      | + 3h 03' 18"                           |
| 71                                     | Aleksej Lucenko (KAZ)                  | Astana Qazaqstan Team                  | + 3h 14' 22"                           |
| 72                                     | Ben Turner (GBR)                       | Ineos Grenadiers                       | + 3h 15' 34"                           |
| 73                                     | Nicolas Prodhomme (FRA)                | AG2R Citroën Team                      | + 3h 16' 03"                           |
| 74                                     | Marco Brenner (GER)                    | Team DSM                               | + 3h 19' 54"                           |
| 75                                     | Patrick Bevin (NZL)                    | Israel–Premier Tech                    | + 3h 20' 37"                           |
| 76                                     | Gotzon Martín (ESP)                    | Euskaltel–Euskadi                      | + 3h 22' 03"                           |
| 77                                     | Vojtěch Řepa (CZE)                     | Equipo Kern Pharma                     | + 3h 27' 42"                           |
| 78                                     | Lucas Hamilton (AUS)                   | Team BikeExchange–Jayco                | + 3h 28' 54"                           |
| 79                                     | Merhawi Kudus (ERI)                    | EF Education–EasyPost                  | + 3h 30' 00"                           |
| 80                                     | Thomas De Gendt (BEL)                  | Lotto–Soudal                           | + 3h 33' 27"                           |
| 81                                     | Robert Stannard (AUS)                  | Alpecin–Deceuninck                     | + 3h 33' 44"                           |
| 82                                     | Gianni Vermeersch (BEL)                | Alpecin–Deceuninck                     | + 3h 42' 48"                           |
| 83                                     | Joan Bou (ESP)                         | Euskaltel–Euskadi                      | + 3h 43' 14"                           |
| 84                                     | Carlos Canal (ESP)                     | Euskaltel–Euskadi                      | + 3h 43' 36"                           |
| 85                                     | Jasha Sütterlin (GER)                  | Team Bahrain Victorious                | + 3h 44' 28"                           |
| 86                                     | Ibai Azurmendi (ESP)                   | Euskaltel–Euskadi                      | + 3h 48' 06"                           |
| 87                                     | James Shaw (GBR)                       | EF Education–EasyPost                  | + 3h 48' 57"                           |
| 88                                     | Julien Bernard (FRA)                   | Trek–Segafredo                         | + 3h 51' 02"                           |
| 89                                     | Jetse Bol (NED)                        | Burgos BH                              | + 3h 51' 27"                           |
| 90                                     | Łukasz Owsian (POL)                    | Arkéa–Samsic                           | + 3h 51' 50"                           |
| 91                                     | Mike Teunissen (NED)                   | Team Jumbo–Visma                       | + 3h 52' 29"                           |
| 92                                     | Antonio Tiberi (ITA)                   | Trek–Segafredo                         | + 3h 52' 58"                           |
| 93                                     | Mikel Iturria (ESP)                    | Euskaltel–Euskadi                      | + 3h 57' 28"                           |
| 94                                     | Xabier Azparren (ESP)                  | Euskaltel–Euskadi                      | + 3h 59' 57"                           |
| 95                                     | Lucas Plapp (AUS)                      | Ineos Grenadiers                       | + 4h 00' 04"                           |
| 96                                     | Ander Okamika (ESP)                    | Burgos BH                              | + 4h 01' 39"                           |
| 97                                     | Juan Pedro López (ESP)                 | Trek–Segafredo                         | + 4h 03' 39"                           |
| 98                                     | Thomas Champion (FRA)                  | Cofidis                                | + 4h 07' 57"                           |
| 99                                     | Jonas Koch (GER)                       | Bora–Hansgrohe                         | + 4h 08' 48"                           |
| 100                                    | Dries Devenyns (BEL)                   | Quick-Step Alpha Vinyl Team            | + 4h 09' 15"                           |
| 101                                    | Daryl Impey (RSA)                      | Israel–Premier Tech                    | + 4h 10' 52"                           |
| 102                                    | Mads Pedersen (DEN)                    | Trek–Segafredo                         | + 4h 14' 48"                           |
| 103                                    | Alessandro De Marchi (ITA)             | Israel–Premier Tech                    | + 4h 16' 06"                           |
| 104                                    | Rémi Cavagna (FRA)                     | Quick-Step Alpha Vinyl Team            | + 4h 16' 33"                           |
| 105                                    | Kiko Galván (ESP)                      | Equipo Kern Pharma                     | + 4h 16' 50"                           |
| 106                                    | Joris Nieuwenhuis (NED)                | Team DSM                               | + 4h 19' 29"                           |
| 107                                    | Jimmy Janssens (BEL)                   | Alpecin–Deceuninck                     | + 4h 23' 20"                           |
| 108                                    | Cedric Beullens (BEL)                  | Lotto–Soudal                           | + 4h 25' 23"                           |
| 109                                    | Miles Scotson (AUS)                    | Groupama–FDJ                           | + 4h 27' 35"                           |
| 110                                    | Jonas Iversby Hvideberg (NOR)          | Team DSM                               | + 4h 33' 12"                           |
| 111                                    | Pascal Ackermann (GER)                 | UAE Team Emirates                      | + 4h 33' 23"                           |
| 112                                    | Luke Durbridge (AUS)                   | Team BikeExchange–Jayco                | + 4h 35' 38"                           |
| 113                                    | Kaden Groves (AUS)                     | Team BikeExchange–Jayco                | + 4h 38' 00"                           |
| 114                                    | Chris Froome (GBR)                     | Israel–Premier Tech                    | + 4h 39' 31"                           |
| 115                                    | Antoine Raugel (FRA)                   | AG2R Citroën Team                      | + 4h 41' 39"                           |
| 116                                    | Clément Russo (FRA)                    | Arkéa–Samsic                           | + 4h 42' 15"                           |
| 117                                    | Dario Cataldo (ITA)                    | Trek–Segafredo                         | + 4h 48' 07"                           |
| 118                                    | Michael Hepburn (AUS)                  | Team BikeExchange–Jayco                | + 4h 48' 17"                           |
| 119                                    | Alex Kirsch (LUX)                      | Trek–Segafredo                         | + 4h 50' 17"                           |
| 120                                    | Daniel McLay (GBR)                     | Arkéa–Samsic                           | + 4h 50' 41"                           |
| 121                                    | Danny van Poppel (NED)                 | Bora–Hansgrohe                         | + 4h 51' 49"                           |
| 122                                    | Fabian Lienhard (SUI)                  | Groupama–FDJ                           | + 4h 53' 56"                           |
| 123                                    | Jevgenij Fjodorov (KAZ)                | Astana Qazaqstan Team                  | + 4h 48' 07"                           |
| 124                                    | John Degenkolb (GER)                   | Team DSM                               | + 4h 56' 40"                           |
| 125                                    | Kamil Malecki (POL)                    | Lotto–Soudal                           | + 5h 00' 05"                           |
| 126                                    | Juan Sebastián Molano (COL)            | UAE Team Emirates                      | + 5h 09' 31"                           |
| 127                                    | Lionel Taminiaux (BEL)                 | Alpecin–Deceuninck                     | + 5h 11' 20"                           |
| 128                                    | Ryan Mullen (IRL)                      | Bora–Hansgrohe                         | + 5h 13' 47"                           |
| 129                                    | Julius Johansen (DEN)                  | Intermarché–Wanty–Gobert Matériaux     | + 5h 14' 17"                           |
| 130                                    | Julius van den Berg (NED)              | EF Education–EasyPost                  | + 5h 15' 43"                           |
| 131                                    | Ivo Oliveira (POR)                     | UAE Team Emirates                      | + 5h 19' 55"                           |
| 132                                    | Tim Merlier (BEL)                      | Alpecin–Deceuninck                     | + 5h 21' 23"                           |
| 133                                    | Lluís Mas (ESP)                        | Movistar Team                          | + 5h 27' 42"                           |
| 134                                    | Davide Cimolai (ITA)                   | Cofidis                                | + 5h 31' 26"                           |

### Zelena majica
| Poz. | Kolesar                     | Ekipa                       | Točke |
| ---- | --------------------------- | --------------------------- | ----- |
| 1    | Mads Pedersen (DEN)         | Trek–Segafredo              | 409   |
| 2    | Fred Wright (GBR)           | Team Bahrain Victorious     | 186   |
| 3    | Enric Mas (ESP)             | Movistar Team               | 138   |
| 4    | Remco Evenepoel (BEL)       | Quick-Step Alpha Vinyl Team | 133   |
| 5    | Marc Soler (ESP)            | UAE Team Emirates           | 133   |
| 6    | Danny van Poppel (NED)      | Bora–Hansgrohe              | 108   |
| 7    | Pascal Ackermann (GER)      | UAE Team Emirates           | 106   |
| 8    | Richard Carapaz (ECU)       | Ineos Grenadiers            | 105   |
| 9    | Kaden Groves (AUS)          | Team BikeExchange–Jayco     | 74    |
| 10   | Juan Sebastián Molano (COL) | UAE Team Emirates           | 69    |

### Pikčasta majica
| Poz. | Kolesar                  | Ekipa                       | Točke |
| ---- | ------------------------ | --------------------------- | ----- |
| 1    | Richard Carapaz (ECU)    | Ineos Grenadiers            | 73    |
| 2    | Robert Stannard (AUS)    | Alpecin–Deceuninck          | 36    |
| 3    | Enric Mas (ESP)          | Movistar Team               | 28    |
| 4    | Thymen Arensman (NED)    | Team DSM                    | 23    |
| 5    | Remco Evenepoel (BEL)    | Quick-Step Alpha Vinyl Team | 23    |
| 6    | Marc Soler (ESP)         | UAE Team Emirates           | 23    |
| 7    | Sergio Higuita (COL)     | Bora–Hansgrohe              | 18    |
| 8    | Miguel Ángel López (COL) | Astana Qazaqstan Team       | 17    |
| 9    | Jimmy Janssens (BEL)     | Alpecin–Deceuninck          | 17    |
| 10   | Rubén Fernández (ESP)    | Cofidis                     | 15    |

### Bela majica
| Poz. | Kolesar                   | Ekipa                       | Čas          |
| ---- | ------------------------- | --------------------------- | ------------ |
| 1    | Remco Evenepoel (BEL)     | Quick-Step Alpha Vinyl Team | 80h 26' 59"  |
| 2    | Juan Ayuso (ESP)          | UAE Team Emirates           | + 4' 57"     |
| 3    | João Almeida (POR)        | UAE Team Emirates           | + 7' 24"     |
| 4    | Thymen Arensman (NED)     | Team DSM                    | + 7' 45"     |
| 5    | Carlos Rodríguez (ESP)    | Ineos Grenadiers            | + 7' 57"     |
| 6    | Gino Mäder (SUI)          | Team Bahrain Victorious     | + 52' 25"    |
| 7    | Sergio Higuita (COL)      | Bora–Hansgrohe              | + 1h 01' 23" |
| 8    | José Félix Parra (ESP)    | Equipo Kern Pharma          | + 1h 05' 02" |
| 9    | Clément Champoussin (FRA) | AG2R Citroën Team           | + 1h 24' 39" |
| 10   | Edoardo Zambanini (ITA)   | Team Bahrain Victorious     | + 1h 31' 40" |

### Ekipna razvrstitev
| Poz. | Ekipa                       | Čas          |
| ---- | --------------------------- | ------------ |
| 1    | UAE Team Emirates           | 240h 36' 32" |
| 2    | Ineos Grenadiers            | + 55' 35"    |
| 3    | Movistar Team               | + 1h 16' 52" |
| 4    | Team Bahrain Victorious     | + 1h 17' 36" |
| 5    | Astana Qazaqstan Team       | + 1h 34' 18" |
| 6    | Bora–Hansgrohe              | + 1h 38' 20" |
| 7    | Team Jumbo–Visma            | + 2h 12' 14" |
| 8    | EF Education–EasyPost       | + 2h 25' 47" |
| 9    | Groupama–FDJ                | + 2h 33' 37" |
| 10   | Quick-Step Alpha Vinyl Team | + 2h 47' 09" |